# 3020 Naudts
3020 Naudts (1949 PR) là một tiểu hành tinh vành đai chính được phát hiện ngày 2 tháng 8 năm 1949 bởi K. Reinmuth ở Heidelberg.